# Сегнетополупроводник
Сегнетополупроводник — материал обладающий свойствами как сегнетоэлектрика так и полупроводника. Для сегнетополупроводников из группы AIVBIV характерна узкая запрещённая зона порядка 0,1 эВ. Примером могут служить SnTe и GeTe. Также полупроводниковые свойства мошут появиться у обычных сегнетоэлектриков при сильном легировании, например в LiNbO3, который обладает запрещённой зоной около 3,7 эВ типичный изолятор, но при сильном легировании Fe появляется конечная проводимость при комнатной температуре с подвижностью носителей около 0,5 см2В−1с−1. Наличие полупроводниковых свойств приводит к существованию обычных полупроводниковых эффектов в этих материалах таких как фотопроводимость, фотогальванический эффект, эффект поля.